# Sistema trifase

Le tensioni in un sistema trifase bilanciato

In elettrotecnica un sistema trifase è in generale un circuito elettrico costituito da tre conduttori alimentato da tre grandezze elettriche sinusoidali di uguale frequenza. I sistemi trifase più diffusi sono bilanciati, ovvero hanno fasi sfasate tra loro di 120° e di uguale ampiezza. I sistemi trifase sono largamente impiegati nella produzione, trasmissione, distribuzione e utilizzo dell'energia elettrica.

## Definizioni

Sistema trifase connesso a stella

Un sistema trifase è un sistema costituito da tre conduttori {\displaystyle a}, {\displaystyle b} e {\displaystyle c} alimentato da tre tensioni alternate {\displaystyle e_{a}(t)}, {\displaystyle e_{b}(t)} e {\displaystyle e_{c}(t)} caratterizzate dallo stesso periodo {\displaystyle T}, e quindi dalla stessa frequenza {\displaystyle f} dalla stessa pulsazione {\displaystyle \omega =2\pi f}. In generale ogni tensione di fase è caratterizzata da una propria ampiezza, {\displaystyle E_{a_{\max }}}, {\displaystyle E_{b_{\max }}} e {\displaystyle E_{c_{\max }}} e fissato un riferimento di tempo, da una propria fase iniziale {\displaystyle \phi _{a}}, {\displaystyle \phi _{b}} e {\displaystyle \phi _{c}}:
{\displaystyle {\begin{cases}e_{a}(t)=E_{a_{\max }}\cos(\omega t+\phi _{a})\\e_{b}(t)=E_{b_{\max }}\cos(\omega t+\phi _{b})\\e_{c}(t)=E_{c_{\max }}\cos(\omega t+\phi _{c})\end{cases}}}
Ogni conduttore di un sistema trifase è alimentato da una tensione alternata caratterizzata da una propria fase iniziale, pertanto la grandezza elettrica considerata prende il nome di tensione di fase. Per estensione del termine il conduttore soggetto a una certa tensione di fase è denominato fase, si intende allora per sistema trifase un circuito elettrico costituito da tre fasi. Quando le tre fasi sono collegate allo stesso terminale si parla di collegamento a stella, mentre il terminale comune è definito centro stella. In questa particolare configurazione la tensione di fase è la tensione misurata tra il centro stella e il terminale della fase, prendendo così il nome di tensione stellata. Al centro stella è possibile connettere un conduttore, detto neutro, la tensione di fase in questo caso è quindi definita come tensione tra fase e neutro.
Oltre alla tensione tra fase e neutro questi circuiti sono caratterizzati dalla tensione tra fase e fase, denominata anche tensione di linea o tensione concatenata. Si identificano allora le tre tensioni {\displaystyle v_{ab}(t)}, {\displaystyle v_{bc}(t)} e {\displaystyle v_{ca}(t)}:
{\displaystyle {\begin{cases}v_{ab}(t)=e_{a}(t)-e_{b}(t)\\v_{bc}(t)=e_{b}(t)-e_{c}(t)\\v_{ca}(t)=e_{c}(t)-e_{a}(t)\end{cases}}}
In modo del tutto analogo si definiscono le correnti di fase e le correnti di linea.

### Sistema trifase bilanciato

Fasi bilanciate

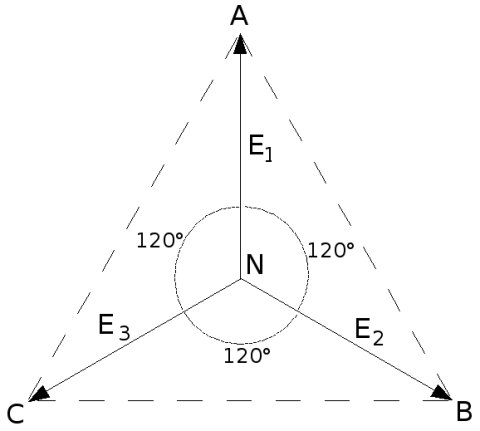
Tensioni concatenate di un sistema trifase bilanciato

Un sistema trifase bilanciato è un sistema trifase equilibrato e simmetrico. Un sistema si dice equilibrato quando l'ampiezza della tensione delle tre fasi è la medesima, {\displaystyle E_{a_{\max }}=E_{b_{\max }}=E_{c_{\max }}}, si definisce allora per le tre tensioni un'unica ampiezza {\displaystyle E_{\max }}. Un sistema invece si dice simmetrico quando le tre fasi sono sfasate tra loro di {\displaystyle {\tfrac {2}{3}}\pi } (angolo in radianti equivalente a 120°), pertanto preso come riferimento per le fasi iniziali {\displaystyle \phi _{a}=0} si ottiene un sistema del tipo:
{\displaystyle {\begin{cases}e_{a}(t)=E_{\max }\cos \omega t\\e_{b}(t)=E_{\max }\cos(\omega t+{2 \over 3}\pi )\\e_{c}(t)=E_{\max }\cos(\omega t-{2 \over 3}\pi )\end{cases}}}
Trattandosi di tre grandezze sinusoidali è possibile definire il valore efficace {\displaystyle E} tale che {\displaystyle E_{\max }={\sqrt {2}}E}, allora nell'algebra dei fasori le tre tensioni diventano:
{\displaystyle {\begin{cases}{\bar {E}}_{a}=E\\{\bar {E}}_{b}=Ee^{j{2 \over 3}\pi }\\{\bar {E}}_{c}=Ee^{-j{2 \over 3}\pi }\end{cases}}}
una proprietà fondamentale dei sistemi trifase bilanciati è data dal fatto che la somma delle tre tensioni di fase è nulla {\displaystyle {\bar {E}}_{a}+{\bar {E}}_{b}+{\bar {E}}_{c}=0}.
Le tensioni concatenate di un sistema trifase bilanciato sono:
{\displaystyle {\begin{cases}{\bar {V}}_{ab}={\sqrt {3}}Ee^{j{\big (}{2 \over 3}\pi +{\pi  \over 6}{\big )}}\\{\bar {V}}_{bc}={\sqrt {3}}Ee^{j{\big (}-{2 \over 3}\pi +{\pi  \over 6}{\big )}}\\{\bar {V}}_{ca}={\sqrt {3}}Ee^{j{\pi  \over 6}}\end{cases}}}

## Descrizione
Si può dimostrare che in queste condizioni, ovvero nel caso di sistema equilibrato simmetrico (carichi equilibrati) la somma delle tensioni stellate è nulla, rendendo di fatto inutile un ulteriore conduttore su cui far richiudere le tensioni (conduttore neutro - vedi dopo).
Le tensioni usate in Italia sono:
- oggi, 230 V tra fase-neutro, 400 V tra fase-fase
- prima dell'adeguamento alla rete europea, 220 V fase-neutro e 380 V fase-fase.

### Schemi di connessione

Stella (simbolo: Y)
Schema di connessione a stella
Triangolo o delta (simbolo: Δ)
Schema di connessione a triangolo

Il collegamento dei carichi nella pratica quotidiana, per esempio gli avvolgimenti di un motore elettrico o di un trasformatore, può essere effettuato nelle due modalità. In genere sulle macchine è presente una scatola (morsettiera) in cui è possibile configurare il circuito per mezzo di ponticelli, in modo da adattare il funzionamento a tensioni concatenate di 400 oppure 230 volt. In alcuni grossi motori asincroni trifase progettati per funzionare con gli avvolgimenti collegati a triangolo (quindi sottoposti alla tensione concatenata) è possibile effettuare l'avviamento stella (vedere Motore trifase§Collegamento e verso di rotazione).
La configurazione a triangolo presenta tra due linee (fasi) una impedenza equivalente pari al valore delle impedenze usate (I) maggiore di un fattore radice di 3, mentre nella configurazione a stella il valore è pari alle impedenze usate (I).La configurazione a triangolo presenta tra due linee (fasi) una impedenza equivalente pari al valore delle impedenze usate (I) maggiore di un fattore radice di 3, mentre nella configurazione a stella il valore è pari alle impedenze usate (I).

## Neutro
Nella configurazione a stella esiste un punto centrale su cui converge un terminale di ciascuna impedenza. Questo punto è chiamato neutro. Il potenziale elettrico presente sul punto neutro è la somma vettoriale delle tensioni di fase, che in un sistema equilibrato e simmetrico ha valore nullo. Se il sistema viene squilibrato o le tensioni diventano asimmetriche, il punto neutro si sposta dal centro della stella. In tale caso le tensioni fase-neutro non saranno uguali tra loro.
Generalmente nelle cabine di distribuzione elettrica il secondario del trasformatore di riduzione è configurato a stella, e il punto neutro viene collegato a terra per mezzo di un dispersore infisso nel terreno. Inoltre è consegnato all'utente (oltre alle fasi) per mezzo della linea del neutro.
Lo scopo è quello di permettere il ritorno della differenza di corrente tra le linee di fase nel caso, peraltro frequentissimo nella distribuzione elettrica pubblica, in cui i carichi presenti non siano equilibrati. In tale situazione infatti il potenziale del neutro del trasformatore ed il potenziale del neutro del carico non corrispondono. Il collegamento di neutro rappresenta un cortocircuito che tende a uguagliare il potenziale del neutro del carico a quello del trasformatore, ripristinando così parzialmente la simmetria delle tensioni di linea.

## Utenza monofase

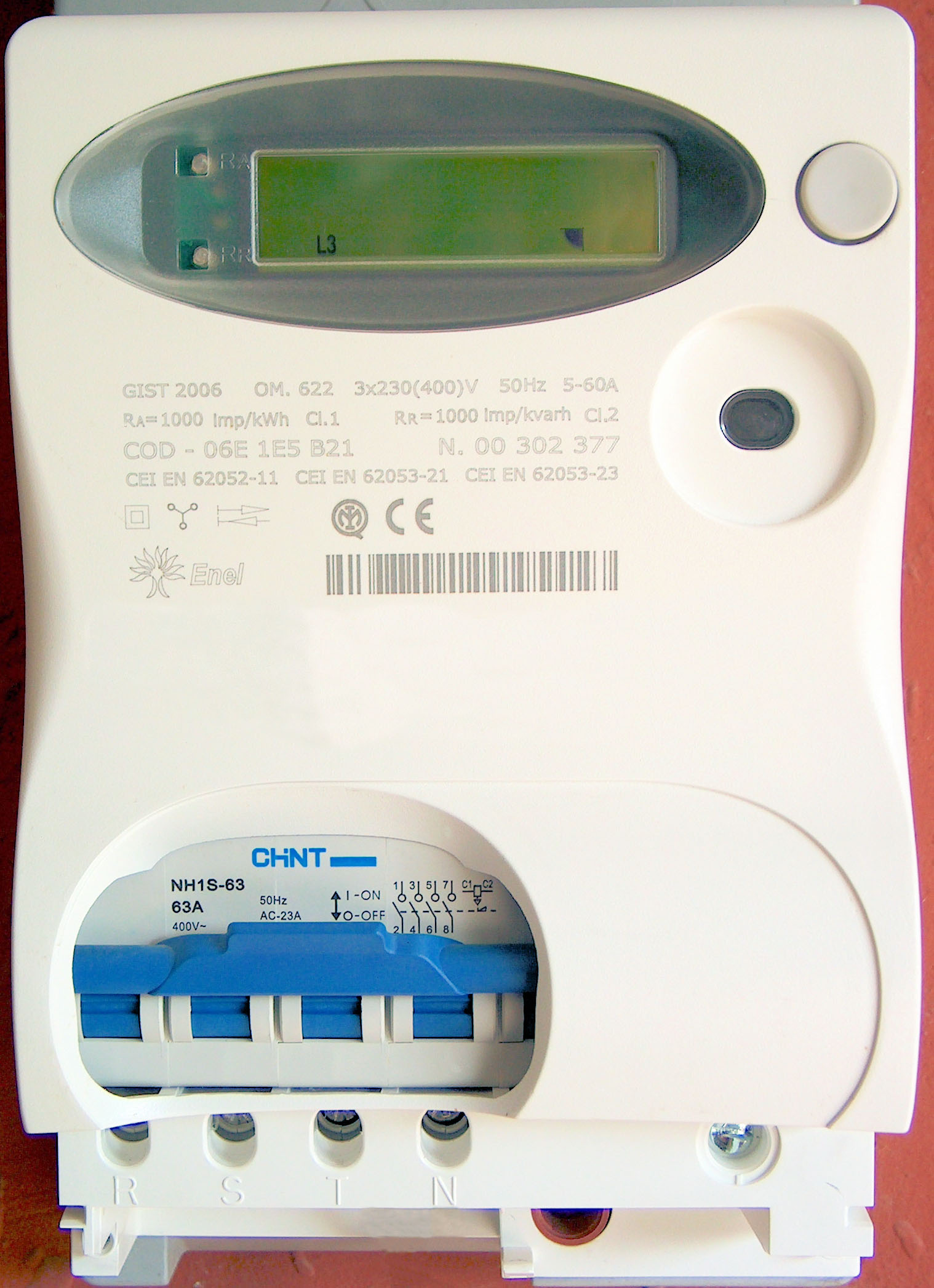
Contatore elettronico trifase con interruttore non automatico comandato da bobina di sgancio, modello utilizzato dall'Enel (la limitazione della potenza è gestita da un circuito elettronico che comanda lo sganciatore; si notano i collegamenti per le tre fasi separate R, S, T + il neutro)

Nella maggior parte delle abitazioni arrivano due conduttori: un conduttore di fase e il neutro. La tensione fase-neutro è pari a 220-230 V, che è la tensione di funzionamento della maggior parte delle apparecchiature domestiche.
Questo viene fatto essenzialmente per economia d'impianto, in tratte prevalentemente destinate all'illuminazione e ad altri utilizzi in cui una fase è sufficiente; non si ha a che fare con grosse macchine rotanti come avviene nelle industrie, e la potenza installata è limitata a pochi kW.
Le forniture agli utenti monofase sono distribuite tra le tre fasi in modo da cercare di equilibrare gli assorbimenti e ottimizzare il trasporto. Le correnti di ritorno dai neutri delle abitazioni si compensano in modo da fare tendere a zero la corrente di neutro verso il trasformatore in cabina.
In alcune zone d'Italia (soprattutto in alcuni quartieri dentro e nei dintorni di Roma tra cui Ostia) è ancora presente la distribuzione trifase con tensione concatenata 220 V, con 127 V di tensione fase-neutro, a causa di ritardi nell'adeguamento ai valori standard europei (400/230 V). In questi casi, il neutro non viene utilizzato e le utenze impropriamente definite "monofase" vengono allacciate tra due fasi per fornire 220 V; le utenze trifase ricevono esclusivamente i tre conduttori di fase (la possibilità di prelevare la monofase a 127 V non troverebbe alcuna utilità ai giorni nostri). Si tratta di situazioni "temporanee", destinate ad essere sanate in breve tempo.
Per evitare inconvenienti con gli utilizzatori trifase, molti impianti utilizzano un trasformatore elevatore per ottenere i valori standard di 400/230 V; il neutro è ottenuto collegando il centro stella del secondario all'impianto di terra dell'edificio. In questo modo è assicurato il funzionamento delle normali apparecchiature reperibili in commercio, e l'adeguamento della rete ai valori standard comporterà la sola rimozione del trasformatore.
Le forniture monofase vengono concesse di norma per potenza impegnata fino a 6 kW, raramente raggiungono i 10 kW (a discrezione del gestore); al di sopra dei 10 kW sono concesse esclusivamente forniture trifase. Queste limitazioni sono imposte dal gestore per evitare squilibri, a livello locale, sulla rete di distribuzione finale in bassa tensione.

## Misura della potenza attiva
La potenza attiva assorbita da un carico trifase, che è quella considerata al fine della fatturazione, può essere ottenuta sommando le potenze misurate sulle singole fasi. Per ogni fase, considerata la tensione V tra fase e neutro, l'intensità della corrente I e l'angolo di sfasamento (tra tensione e corrente) φ, vale
{\displaystyle P_{f}=V_{fn}\cdot I_{f}\cdot \cos \varphi }
Il circuito di misura è il seguente:
Se non è presente il neutro si può immaginare di realizzare un circuito simile al precedente, in cui come riferimento per le tensioni di due fasi è utilizzata la terza linea. Si può realizzare il seguente circuito di misura:
Questa configurazione a tre fili è comunemente utilizzata nella pratica ed è nota come inserzione Aron. La potenza totale è data dalla somma algebrica del valore indicato dai wattmetri. Se il carico è equilibrato e puramente resistivo l'indicazione dei due strumenti è identica, se invece il carico ha una componente induttiva il valore indicato dal primo wattmetro in ordine di rotazione
delle fasi (la sequenza temporale con cui iniziano i cicli dell'onda) indica un valore maggiore del secondo. La situazione è opposta nel caso di un carico a componente capacitiva. Se lo sfasamento supera il limite di 60° lo strumento di valore minore inizierà a fornire un valore negativo, fino a che in teoria i due strumenti daranno indicazioni uguali in modulo ma opposte per carichi puramente reattivi (potenza attiva pari a zero).
Il metodo Aron può anche essere utilizzato per leggere il valore della potenza reattiva dei carichi equilibrati. La potenza reattiva Q si ottiene moltiplicando per radice di 3 la differenza tra le letture dei due wattmetri.

## Vantaggi
La grande importanza del sistema trifase è dovuta a tre fondamentali vantaggi:
- momento di rotazione;
- ottimizzazione dei conduttori;
- minori perdite di trasporto.

### Momento di rotazione
La presenza di tre segnali sfasati permette di creare un campo magnetico rotante, alla base del funzionamento del motore elettrico. I motori utilizzati negli elettrodomestici, alimentati con una fase, o non sono auto-avvianti o necessitano di un condensatore per la creazione di una seconda fase d'alimentazione ed essere auto-avvianti (in questo caso si ha comunque un calo di rendimento).

### Ottimizzazione dei conduttori

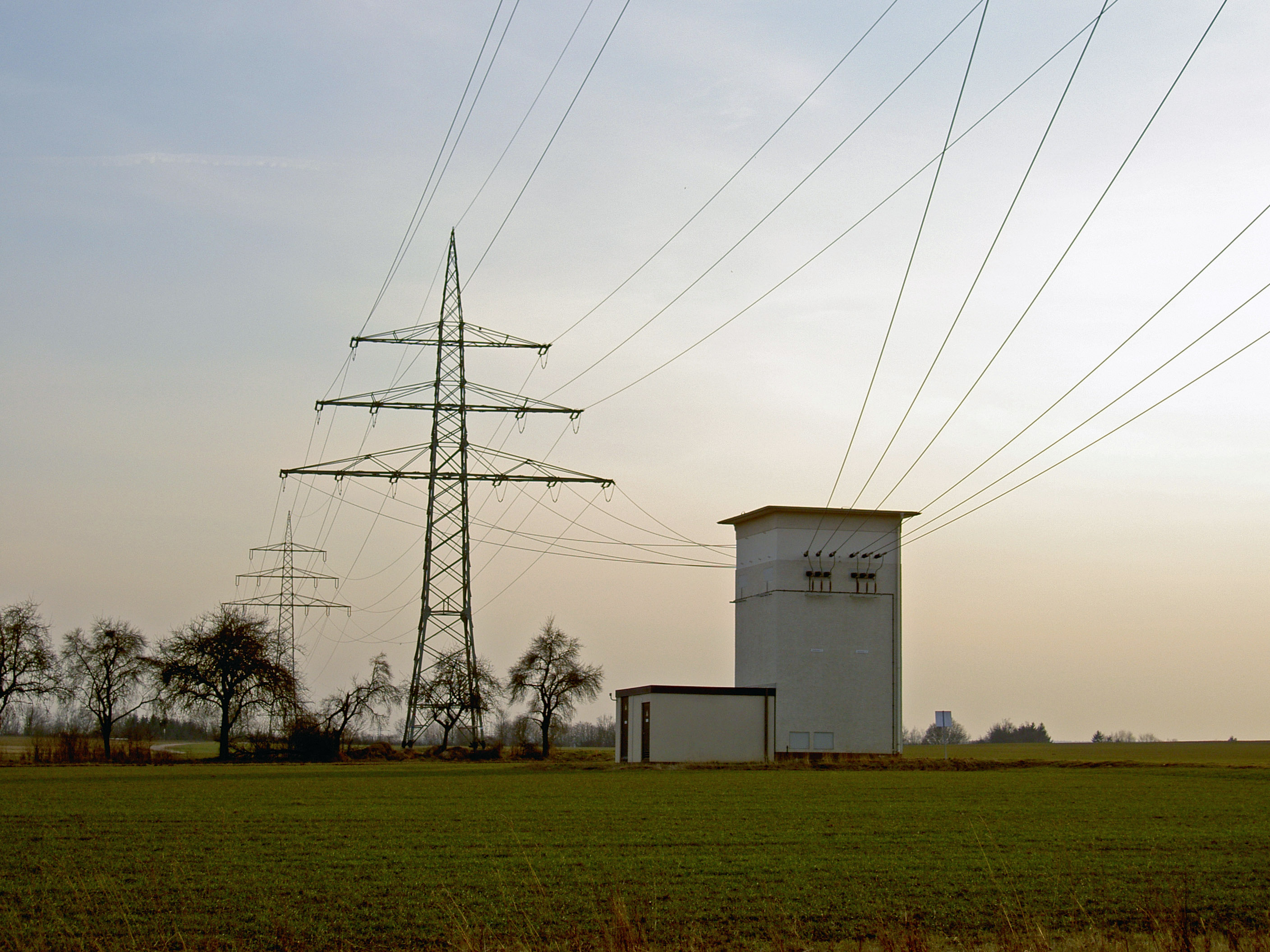
Un elettrodotto (su cui si possono osservare quattro terne di fili) ed una cabina elettrica

Possiamo immaginare i tre generatori del sistema trifase come tre generatori fisicamente separati, ciascuno con la propria linea a due fili diretta verso i carichi. In questo caso i fili necessari sarebbero sei. Ebbene, nel sistema trifase questi tre generatori sono sincronizzati e sfasati di 120°. Se anche le tre correnti dei generatori sono uguali in modulo e sfasate di 120° (sistema equilibrato) la somma algebrica delle tre correnti circolanti istante per istante in uno dei due fili di ciascuna linea è nulla; ne consegue che se questi tre fili vengono collegati assieme in un conduttore, su di esso non si ha circolazione di corrente, ed allora si può eliminare questo filo. Se invece il sistema non è equilibrato in questo filo scorrerà corrente. Il risultato è la possibilità di trasportare la stessa quantità di energia utilizzando tre fili in luogo di sei, con un grande risparmio in rame o alluminio specialmente sui lunghi elettrodotti. Infatti, osservando una linea elettrica ad alta tensione si nota la presenza di tre fili, detta terna (o multipli se i tralicci portano più linee).
Nelle linee in altissima tensione (> 150 kV) ciascuna delle tre fasi viene trasportata su conduttori multipli, binati o trinati, al fine di ridurre l'induttanza e l'effetto corona, con i relativi effetti dispersivi.

### Minori perdite di trasporto
Il terzo ma non meno importante aspetto del sistema trifase è la minore potenza dissipata lungo le linee elettriche rispetto a un sistema monofase (maggiore rendimento di trasmissione). Infatti l'energia dei tre generatori viene trasmessa con solo tre fili anziché sei perché mancano le tre linee di ritorno della corrente per ciascuna fase. Di conseguenza, il percorso della corrente di ciascuna fase viene dimezzato ed è quindi dimezzata la resistenza di linea. Infatti considerando la potenza dissipata per effetto joule: P=VI=RI^2, la resistenza è pari a [ρ•(lunghezza)]/S quindi dimezzando la lunghezza del filo, lasciando invariate le altre grandezze, viene dissipata metà della potenza. Le altre grandezze sono rispettivamente ρ, resistività elettrica, che dipende dal materiale con cui è formato il cavo ed S è la sezione.

## Codice colore CEI
La norma EN 60446 (Individuazione dei conduttori tramite colori o codici numerici) creata dal CEI consiglia per i cavi elettrici un preciso codice colore:
- Fase R o L1: marrone
- Fase S o L2: nero
- Fase T o L3: grigio
- Neutro N: blu
- Protezione/terra/schermo: giallo-verde

Le industrie produttrici devono rispettare questo codice. Nel caso una linea sia trifase senza neutro è consentito (ma non consigliato) utilizzare la colorazione azzurra per le fasi. Si trovano comunemente in commercio cavi trifase con un conduttore grigio, uno marrone e uno nero (ad esempio), che vincolano a un impiego su linea trifase senza neutro.

Negli impianti monofase, essendo parte di un sistema trifase, il neutro è azzurro, la fase è consigliato sia nera, marrone o grigia e la protezione/terra giallo-verde.

Questa distinzione è in vigore dal 1990; pertanto, negli impianti antecedenti i colori potrebbero non essere rispettati.